# Beasts of Burden
Beasts of Burden é uma série de histórias em quadrinhos criada pelo roteirista Evan Dorkin e a ilustradora Jill Thompson, publicada pela Dark Horse Comics. A série é focada no grupo epônimo de animais inteligentes que investiga diferentes eventos paranormais que ocorrem na pequena vizinhança de Burden Hill. O grupo é composto por cinco cães — Ace, Rex, Jack, Whitey e Pugsley — e um gato chamado Orphan.

## História de publicação
Os personagens tiveram suas primeiras aparições em uma história intitulada Stray (escrita por Evan Dorkin e arte de Jill Thompson) na revista The Dark Horse Book of Hauntings. Eles fizeram aparições subsequentes nas revistas The Dark Horse Book of Witchcraft, The Dark Horse Book of The Dead e The Dark Horse Book of Monsters.
Evan Dorkin conta que o conceito da história surgiu após ser abordado por Scott Allie, editor da Dark Horse, que o pediu para escrever uma história para a antologia The Dark Horse Book of Hauntings.
Eu queria escrever uma história de casa mal-assombrada, mas não de maneira tradicional. Após alguns começos fracassados, eu tive a ideia de uma casa de cachorro mal-assombrada, que foi o conceito de Stray que apresentei. Scott gostou e queria que eu desenhasse. Eu sei desenhar animais tão bem quanto sei dançar breakdance, mas Scott acreditava em mim, o que era ótimo. Para nossa sorte, eu consegui convencê-lo a convidar Jill Thompson para essa função.
— Evan Dorkin, 2010
Os personagens ganharam sua própria mini-série em quatro edições no ano de 2009. No ano seguinte, o grupo apareceu ao lado de Hellboy em uma edição crossover chamada Hellboy/Beasts of Burden: Sacrifice.
No final de 2017, Dorkin escreveu em seu blog que Thompson estava prestes a terminar a primeira edição de uma história em duas partes, The Presence of Others, e o artista Benjamin Dewey estava trabalhando em uma história em quatro edições chamada Wise Dogs and Eldritch Men. Dorkin confirmou em sua conta no Twitter que mais histórias estavam sendo planejadas para Thompson e Dewey.
A série foi publicada pela primeira vez no Brasil em 2017 pela editora Pipoca & Nanquim. O primeiro encadernado, intitulado Beasts of Burden: Rituais Animais, reúne as edições publicadas nas antologias de horror da Dark Horse e as quatro primeiras edições da revista solo.

## Premiações e nomeações
- Eisner Awards de 2004: Venceu Melhor Colorista/Artista Multimídia (Arte do Interior)[4]
- Eisner Awards de 2005: Venceu Melhor História Curta[5]
- Eisner Awards de 2007: Venceu Melhor Colorista/Artista Multimídia (Arte do Interior)[6]
- Eisner Awards de 2010: Venceu Melhor Colorista/Artista Multimídia (Arte do Interior)
- Eisner Awards de 2010: Venceu Melhor Publicação para Jovens[7]
- Harvey Awards de 2010: Nomeado Melhor Série Limitada
- Eisner Awards de 2011: Nomeado  Melhor Álbum Gráfico (Reimpressão)[8]
- Harvey Awards de 2011: Venceu Melhor Álbum já Publicado
- Eisner Awards de 2015: Venceu Melhor Edição Única/One Shot (por Beasts of Burden: Hunters and Gatherers)
- Eisner Awards de 2017: Venceu Melhor Colorista/Artista Multimídia (Arte do Interior)
- Eisner Awards de 2017: Venceu Melhor Edição Única/One Shot (por Beasts of Burden: What the Cat Dragged In)[9]